# Sächsische Fehde
Als Sächsische Fehde wird die Auseinandersetzung zwischen dem ostfriesischen Grafen Edzard I. und Georg von Sachsen in den Jahren 1514–1517 bezeichnet. Die Kriegshandlungen fanden überwiegend auf ostfriesischem Boden statt und zerstörten ganze Landstriche.

## Vorgeschichte

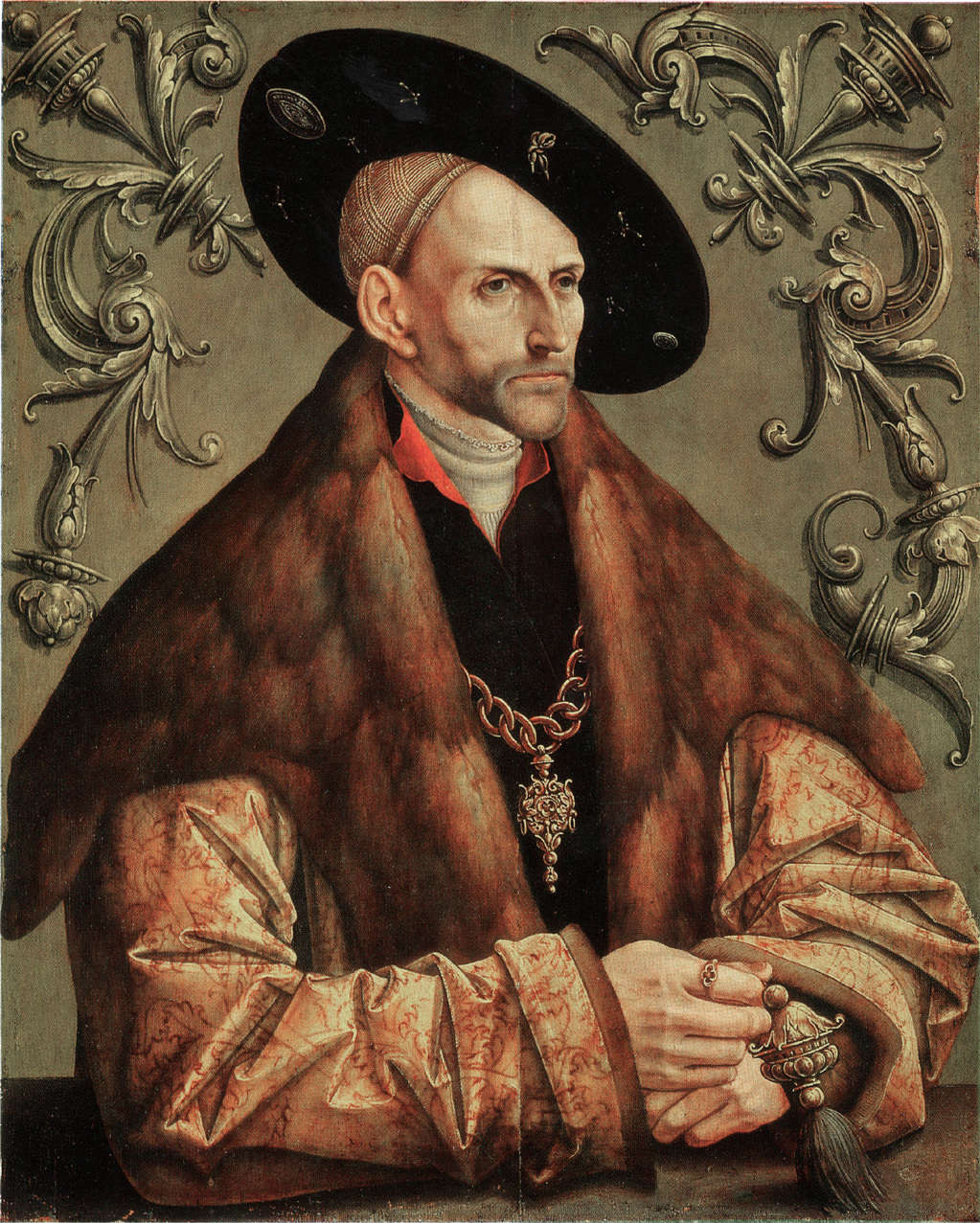
Graf Edzard I. um 1520/30. Gemälde von Jacob Cornelisz. van Oostsanen

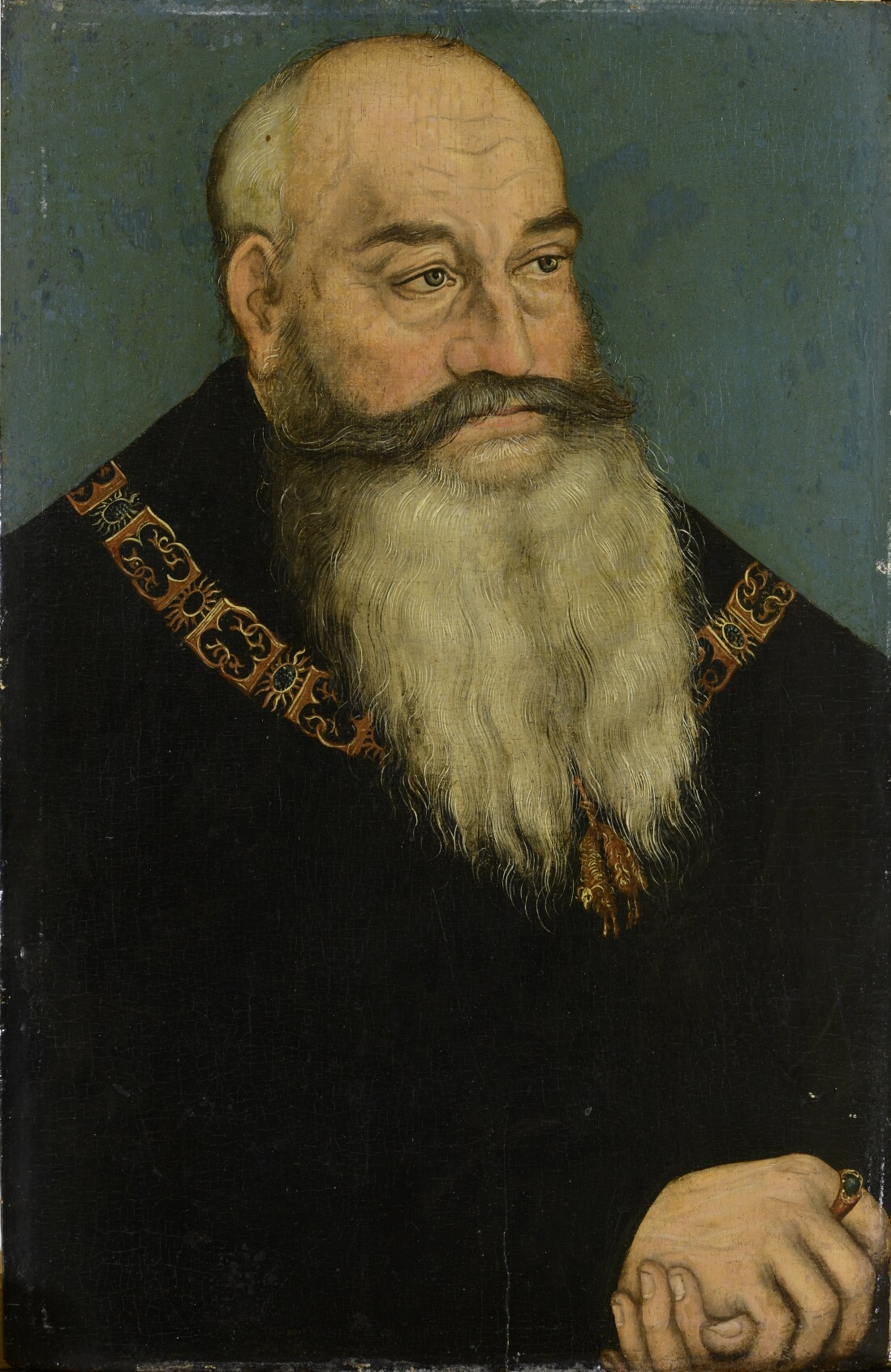
Georg der Bärtige zwischen 1534 und 1539. Werkstatt von Lucas Cranach dem Älteren

Im Jahre 1488 war Herzog Albrecht der Beherzte von Sachsen (Meißen) zur Befreiung des von den Bürgern in Brügge gefangenen Römisch-deutschen Königs Maximilian I. gegen das rebellische Flandern gezogen. Maximilian hatte ihm daraufhin die Statthalterschaft der Niederlande übertragen. Zum Lohn für die Bewältigung derselben sowie als Ersatz für die aufgewandten Kosten hatte er 1498 zudem die von ihm geforderte Erbstatthalterschaft von Friesland erhalten, dessen Teilgebiete er jedoch erst mit Waffengewalt hätte unterwerfen müssen. Lediglich Graf Edzard von Ostfriesland hatte ihm im Oktober 1499 gehuldigt, nachdem dieser zuvor versprochen hatte, die Grafschaft Ostfriesland nicht anzutasten.
Albrecht konzentrierte sich fortan darauf, seinen Herrschaftsanspruch gegenüber den Friesen zwischen Emsmündung und Zuiderzee sowie der Stadt Groningen und ihrem Umland durchzusetzen.
Während er wegen eines Landtags nach Leipzig geeilt war, erhoben sich die westlich der Ems lebenden Friesen erneut und belagerten seinen zurückgelassenen zweiten Sohn, Heinrich, in Franeker. Albrecht eilte an der Spitze eines Heers herbei, befreite Heinrich, starb aber nach der Bezwingung Groningens schon am 12. September 1500 in Emden. Heinrich erbte daraufhin Friesland, schloss jedoch am 27. April 1501 mit seinem Bruder Georg einen Vertrag mit zweijähriger Laufzeit. Darin vereinbarten sie die gemeinschaftliche Regierung Ostfrieslands. 1503 übernahm Georg die Alleinregierung und ließ sich 1504 in Franecker von den Ständen, denen er die Abtretungsurkunde seines Bruders vorlegte, als Statthalter (ewiger Gubernator) aller friesischen Lande huldigen. Endgültig verzichtete Heinrich am 30. Mai 1505 in einem Vertrag mit seinem Bruder auf das Land und begnügte sich mit der Herrschaft über zwei Ämter im Erzgebirge.
Vor allem in Groningen regte sich jedoch Widerstand gegen die Herrschaft Georgs. Die Stadt unterwarf sich dem Sachsen nicht, was dazu führte, dass die Machtbasis Georgs auch im Westlauwerschen Friesland (der heutigen Provinz Friesland) bröckelte. Gemeinsam mit seinem Verbündeten Edzard belagerte er die Stadt ab April 1505. Ein Jahr später dauerte die Belagerung immer noch an. Inzwischen zeigte die Blockade aber Wirkung, so dass die Bewohner Hunger litten. Um den Belagerungsring zu sprengen, schlossen sie am 25. April 1506 ein Bündnis mit Edzard und boten ihm an, sich unter seine Oberhoheit zu stellen. Auch die Ommelande unterwarfen sich dem Ostfriesen – ein Angebot, das Edzard unter Bruch seines bisherigen Bündnisses mit den sächsischen Wettinern gerne annahm, plante er doch schon seit geraumer Zeit, seinen Herrschaftsbereich in Richtung Westen auszudehnen. Er erklärte Georg, dass er die Herrschaft im Namen des „hilligen Rykes“ übernehme, obwohl er dafür keinen Auftrag hatte. Um Georg weiter zu schwächen, stiftete er die Westlauwerschen Friesen zum Aufstand gegen den Sachsen an.
Als dies 1512 bekannt wurde, drängte Georg den Kaiser, die Reichsacht und den Kirchenbann gegen Edzard zu verhängen. Maximilian kam diesem Ansinnen nach langem Zögern im Herbst 1513 nach. Georg begann danach mit den Planungen für einen Kriegszug gegen den Ostfriesen. Als wichtigste Bündnispartner gewann er dafür den Grafen Johann von Oldenburg sowie die Herzöge von Braunschweig-Lüneburg-Wolfenbüttel. Diesen ging es nur vordergründig darum, die Reichsacht umzusetzen. Vielmehr stand Edzards Eroberungspolitik in Gegensatz zu ihren Ambitionen, sich die Herrschaft über friesische Küstengebiete zu sichern.

## Verlauf
Die Sächsische Fehde begann am 17. Januar 1514, als eine Koalition aus 24 deutschen Herzögen und Grafen unter der Führung des Herzogs Heinrich von Braunschweig-Wolfenbüttel mit ihren Truppen in die friesischen Lande einmarschierte.
Da die Herzöge von Sachsen vorerst auf die militärische Durchsetzung ihrer Ansprüche auf die friesischen Gebiete östlich und nordöstlich von Ostfriesland verzichteten und Edzard sich auf einen Angriff auf Ostfriesland vorbereiten musste, bot sich dem ebenfalls mit Georg verbündeten Grafen Johann V. von Oldenburg die Gelegenheit, seiner Grafschaft einen Zugang zur Nordsee zu verschaffen. Edzard sah sich so einem Zweifrontenkrieg ausgesetzt, den er unmöglich bestehen konnte. Er konzentrierte sich daher darauf, seine Machtbasis im Westen zu sichern, während er die Gebiete im Osten, insbesondere Butjadingen und Stadland, sich selbst überließ. 1514 griff Johann V. von Oldenburg die Butjadinger Friesen an und besiegte sie endgültig in der Schlacht an der Hartwarder Landwehr. Dort standen sich rund 1100 Friesen sowie etwa 6200 Kämpfer der welfisch-oldenburgischen Verbände (davon rund 2200 Oldenburgische Soldaten) gegenüber. Nach blutigen Gefechten zogen die Friesen sich schließlich nach Langwarden zurück, wo sie endgültig unterlagen.
Am 20. Januar 1514 fiel Georgs Heerführer Hugo von Leisnig unter Umgehung der gut geschützten Städte Groningen und Appingedam mit einem Großteil seines Heeres in Ostfriesland ein und ließ dort mehrere Orte plündern. Die direkte Konfrontation mit Edzard vermied er jedoch vorerst, da er noch auf Verstärkung durch Braunschweigische Truppen wartete, die inzwischen ins Oldenburger Land zurückgekehrt waren. Schlechtes Wetter behinderte den Vormarsch Georgs, so dass dieser erst am 5. Februar 1514 in Oldenburg eintraf und seine Truppen dort mit denen seiner Verbündeten vereinte. Ein kleiner Teil der Truppen Georgs, insgesamt etwa 1800 Mann, war in dem etwa acht Kilometer nordwestlich der Stadt gelegenen Kloster Aduard geblieben und bedrohte Groningen. Dennoch lehnten die Bürger eine Aufforderung des Kaisers, Edzard zu entsagen und den Sachsen ihre Tore zu öffnen, ab.
In dieser Zeit startete der Bischof Erich von Münster gemeinsam mit seinem Bruder Johannes, dem Bischof von Hildesheim, zwei Bürgermeistern von Münster und weiteren Männern einen ersten Vermittlungsversuch zwischen den kriegführenden Parteien. Die von ihnen organisierte Zusammenkunft scheiterte jedoch am 3. März in Meppen. Die Kriegshandlungen gingen derweil weiter. Während die Groninger ein benachbartes Kloster angriffen, das den Sachsen als Angriffsbasis gedient hatte und die Infrastruktur in der Umgebung zerstörten, zogen die Sachsen über das Jeverland nach Ostfriesland. Dort plünderten sie mehrere Ortschaften, ehe sie ihr Lager in Wittmund aufschlugen. Dort wollte Edzard sie angreifen, wurde aber bereits beim Anmarsch von Kanonenschüssen aus der Wittmunder Burg empfangen. Deutlich zeigte ihm so sein alter Verbündeter Hero Ohmken, dass er die Seiten gewechselt hatte. Edzard musste sich daraufhin nach Aurich zurückziehen.
In den Folgemonaten führten die Kontrahenten ihre Auseinandersetzung mit unverminderter Härte weiter, ohne die direkte Konfrontation zu suchen. Während die Sachsen die Friedeburg eroberten, ließ Edzard zunächst Jever plündern und brandschatzen, da seine Gegner ihren Nachschub über die Herrschaft organisiert hatten. Während seine Gegner während des Osterfestes die Kampfhandlungen ruhen ließen, nutzte Edzard die Feuerpause für umfangreiche Truppenbewegungen. Er zog mit 800 Söldnern und 2000 eigenen Männern auf 40 Schiffen über die Ems und eroberte dort verlorenen Boden zurück. Als die Stadt Groningen daraufhin erneut Raubzüge in der Umgebung organisierte, zogen sich die Sachsen nach Aduard zurück. In dieser Zeit scheiterte ein Vermittlungsversuch des kaiserlichen Beauftragten Georg Eberhard von Königstein. Der Kaiser nahm daraufhin im April 1514 die Groninger in Reichsacht.
Edzard folgte derweil den Sachsen nach Aduard, das er angreifen wollte. Nach leichten Scharmützeln erkannte er aber, dass das Kloster gut gesichert war und zudem mit einer gut ausgebildeten Truppe besetzt war. Er zog sich daraufhin nach Emden zurück, um von dort den Widerstand gegen die Sachsen zu organisieren. Seine Gegner sammelten sich derweil bei Jever. Vor den Toren der Stadt zogen sie ein riesiges Heer, das nach Angaben von Ubbo Emmius rund 20.000 Mann stark war, zusammen und machten sich auf den Weg nach Aurich. Die dortige Burgbesatzung floh vor den Angreifern, ließ aber zuvor noch die Stadt niederbrennen, um zu verhindern, dass sich der Feind dort festsetzen konnte.
Inzwischen bedrängten die Gegner Edzard von allen Seiten. Während die braunschweigischen Truppen plündernd durch das Auricher- und das Moormerland in Richtung Burg Stickhausen zogen, setzten sich die vereinten Oldenburger, Esenser und Jeveraner Truppen in Detern und Velde fest. Der Graf von Oldenburg nahm zusammen mit Hero Omken die Burg von Großsander ein. Hero Omken zog weiter und zerstörte alle drei Burgen in Dornum. Auch die Festung Stickhausen ging so verloren. Edzard musste sich zurückziehen und ließ zur Deckung seines Rückzugs das Kloster Meerhusen in Brand setzen.
An einer weiteren Front beraubten Landknechte der Schwarzen Garde die Kommende Dünebroek. Darauf folgte die Zerstörung von Burmönken, Tjüchen, Leerhafe und Rispel. Die Burg von Altgödens wurde zerstört und die Burg Kniphausen eingenommen. Noch im Juni wurde Norden gebrandschatzt und Bargebur, Lütetsburg sowie Berum geplündert. Daraufhin wandte sich die „Schwarze Garde“ Oldersum zu, wo es am 14. Juni 1514 zu einem ersten Gefecht kam. Unter der Führung der Junker Ulrich von Dornum und Hicko von Oldersum gelang aber die Verteidigung des Fleckens. Auch ein zweiter Versuch, die Ortschaft einzunehmen, scheiterte am 16. August 1514. Georg eilte derweil im Westlauwerschen Friesland von Sieg zu Sieg.

### Die Belagerung von Leerort
Edzards Lage wurde immer schwieriger. Ein Großteil seiner Grafschaft war inzwischen geplündert. Lediglich Leer war bislang von größeren Kriegshandlungen verschont geblieben. Edzards Gegner machten sich nun daran, auch diesen Flecken zu besetzen. Vor allem galten ihre Angriffspläne aber der Festung Leerort. Angreifer und Verteidiger richteten sich auf eine längere Belagerung ein. Während Heinrich von Braunschweig-Wolfenbüttel seinen Truppen befahl, am Plytenberg und an der Leda Schanzen anzulegen, ließ der Kommandant der Festung zwei Kanonen ans gegenüberliegende Emsufer schaffen, wo sich verbündete Soldaten im Schutze eines Deiches sammelten. In den folgenden zwölf Tagen beschossen die Braunschweiger die Festung mit 18 großen Geschützen. Am 22. Juni 1514 wurde der Kommandant der Festung, Johann von Soest, aufgefordert zu kapitulieren. Am nächsten Tag schien es so, als ob die Braunschweiger sich auf den Sturm der Anlage vorbereiteten. Um ihre bedrängten Landsleute in der Festung zu unterstützen, eröffneten daraufhin die Ostfriesen vom anderen Emsufer das Feuer. Inmitten des Gefechts bat der Sohn des Geschützmeisters Sieke (oder Schicke), Johann Jacobs, darum, eines der Geschütze, eine Feldschlange abfeuern zu dürfen. Er richtete die Kanone ein, feuerte sie ab und traf zufällig Heinrich von Braunschweig-Wolfenbüttel tödlich. Die dadurch führerlos gewordene braunschweigische Truppe zog sich anschließend aus Ostfriesland zurück.

### 1515–1516
Im Jahre 1515 wandte sich das Blatt zugunsten Edzard I. Die Burg Großsander wurde von ihm zurückerobert, während sein Gefolgsmann Fulf von Kniphausen die Festungsanlage Gutzwarden in Butjadingen einnehmen konnte. Georg von Sachsen verkaufte seine Statthalterschaft für 100.000 Gulden an den späteren deutschen Kaiser Herzog Karl von Burgund. Der Konflikt jedoch zog sich noch bis 1517 hin. 1516 ging die Schanze bei Detern verloren.

### 1517
Zu Beginn des Jahres 1517 gelang es Edzard I., die Friedeburg zurückzuerobern. Karl V. trat seine Herrschaft in den Niederlanden an. Der spätere Kaiser löste Edzard aus der Reichsacht und erneuerte seine Belehnung mit Ostfriesland, womit die sächsische Fehde beendet wurde, da Edzard es für aussichtslos hielt, den Kampf mit einem Habsburger aufzunehmen.

## Auswirkungen
Edzard sah sich gezwungen, Groningen zu räumen und seine Expansionspläne zu beenden. Im Inneren war er nun damit beschäftigt, die Häuptlinge zu befrieden. Außenpolitisch kam es am 3. Dezember 1517 zum Zeteler Frieden zwischen Herzog Heinrich II. von Braunschweig-Lüneburg, Graf Johann V. von Oldenburg und Edzard, Graf von Ostfriesland, wobei die Friesische Wehde (Zetel, Driefel und Schweinebrück) endgültig zu Oldenburg kam. Die Jeveraner huldigten Edzard und es wurde vereinbart, das Jeverland mit der Grafschaft Ostfriesland zu vereinigen. Sein Sohn Enno II. sollte zu diesem Zweck Maria von Jever heiraten. Er verlor das Jeverland auf immer für Ostfriesland, indem er die Heiratsversprechen seines Vaters nicht einhielt.
Aurich war während der Wirren der sächsischen Fehde völlig zerstört worden. Die Stadt wurde nun planmäßig wiederaufgebaut. Dabei wurde die Stellung Aurichs als bedeutender Viehmarkt berücksichtigt, in dem man diesen vom heutigen Schlossplatz auf den neu geschaffenen (für eine Stadt der Größe Aurichs ungewöhnlich großen) Marktplatz verlegte, welcher durch Stadterweiterungen noch heute den Mittelpunkt der Altstadt bildet.
Die Auseinandersetzungen mit Hero Omken gingen noch bis zu dessen Tod im Jahre 1522 weiter. Edzard versuchte, die vom Kaiser zugesicherten Ansprüche auf das Harlingerland durchzusetzen und fiel raubend in das Harlingerland ein, was durch gut ausgebaute Befestigungsanlagen von Wittmund und Esens jedoch nur von mäßigem Erfolg gekrönt war.
Nach dem Scheitern des Versuchs, Ostfriesland mit der Provinz Groningen zu vereinigen, blieben der niederländische und der deutsche Teil der Frieslande bis heute getrennt.